# Maritza Olivares
Maritza Olivares je meksička glumica. Imala je uloge u telenovelama i filmovima, primjerice u hororu El retorno de Walpurgis.

## Filmografija
- El retorno de Walpurgis (1973.) — Maria Wilowa
- Los meses y los días (1973.) — Cecilia
- El espectro del terror (1973.)
- Adios, amor... (1973.)
- Adorables mujercitas (1974.)
- El caballo del diablo (1975.)
- La venida del rey Olmos (1975.)
- La vida cambia (1976.)
- Mil millas al sur (1978.) — Nancy
- Carroña (1978.)
- Lágrimas negras (1979.)
- Border Cop (1979.) — prostitutka
- Discoteca es amor (1979.)
- Tres mujeres en la hoguera (1979.) — Susi
- Discotec fin de semana (1979.)
- Perro callejero (1980.)
- El hogar que yo robé (1981.) — Florita
- Las braceras[1] (1981.)
- La chèvre (1981.) — prostitutka
- El ángel caído (1982.) — Remedios Nova

- Braceras y mojados (1984.)
- Pobre juventud (1986.) — Lupita
- Pobre señorita Limantour (1987.)
- Cartel de la droga (1990.)
- Mente criminal (1991.)
- De frente al sol (1992.) — Elena
- Máxima violencia (1994.)
- Alma rebelde (1999.) — Almudenina majka
- Između ljubavi i mržnje (2002.) — Cayetana
- Corazones al límite (2004.) — Amalia Vallardes
- La Malquerida (2014.) — Olga

## Vanjske poveznice
- Maritza Olivares